# Петлешково
Петле́шково (болг. Петлешково) — село в Добрицькій області Болгарії. Входить до складу общини Генерал-Тошево.

## Населення
За даними перепису населення 2011 року у селі проживали 200 осіб.
Національний склад населення села:
| Національність   | Кількість осіб | Відсоток |
| ---------------- | -------------- | -------- |
| болгари          | 152            | 80,4%    |
| турки            | 6              | 3,2%     |
| цигани           | 0              | 0%       |
| інша             | 0              | 0%       |
| не визначились   | 31             | 16,4%    |
| Всього відповіли | 189            |          |

Розподіл населення за віком у 2011 році:
Динаміка населення: